# KSK Oostnieuwkerke
Maillots
Dernière mise à jour : 3 août 2017.
Le Koninklijke Sportkring Oostnieuwkerke est un club de football belge, basé dans l'entité d'Oostnieuwkerke, à proximité de la ville de Roulers. Le club, porteur du matricule 6440, évolue en première provinciale lors de la saison 2017-2018. Au cours de son Histoire, il a disputé 8 saisons dans les séries nationales, toutes en Promotion, le quatrième niveau.

## Histoire
Le Sportkring Oostnieuwkerke est fondé le 15 janvier 1961, et s'affilie peu après à l'Union Belge, qui lui attribue le matricule 6440. Le club débute au plus bas niveau provincial, mais ne s'y attarde pas. Il gravit les échelons des séries provinciales assez rapidement, et remporte finalement le titre de sa province en 1976.
Le club découvre ainsi la Promotion, le quatrième niveau national, mais l'expérience est de courte durée. Il finit bon dernier, avec seulement sept points récoltés en trente matches, et est renvoyé directement vers les séries provinciales. Il met quatorze ans à revenir en nationales, qu'il rejoint à nouveau en 1991. Cette fois, Oostnieuwkerke s'y maintient plusieurs années, terminant trois saisons de suite à la onzième place, suivies de deux saisons conclues un rang plus haut. Ces dixièmes places restent encore le meilleur classement du club, qui finit avant-dernier en 1997, et doit retourner en première provinciale après six saisons consécutives en Promotion.
Le club remonte en Promotion en 2005 pour prendre la place du K. EG Gistel qui a annoncé son retrait. Lorsque ce club réfute avoir déclaré se retirer, Oostnieuwkerke est maintenu dans la série, mais il ne peut s'y maintenir. Il redescend en première provinciale où il évolue depuis. En 2011, le club est reconnu « Société Royale », et adapte son appellation officielle en Koninklijke Sportkring Oostnieuwkerke.

## Ancien logo

## Résultats dans les divisions nationales
Statistiques mises à jour au 24 juin 2013

### Bilan
| Niv | Divisions     | Jouées | Titres | TM Up | TM Down |
| --- | ------------- | ------ | ------ | ----- | ------- |
| I   | 1re nationale | 0      | 0      |       |         |
| II  | 2e nationale  | 0      | 0      |       |         |
| III | 3e nationale  | 0      | 0      |       |         |
| IV  | 4e nationale  | 8      | 0      |       |         |
| V   | 5e nationale  | 0      | 0      |       |         |
|     |               |        |        |       |         |
|     | TOTAUX        | 8      | 0      | 0     | 0       |

- TM Up : test-match pour départager des égalités, ou toutes formes de Barrages ou de Tour final pour une montée éventuelle.
- TM Down : test-match pour départager des égalités, ou toutes formes de Barrages ou de Tour final pour le maintien.

### Classements saison par saison
| Ordre               | Saison  | Nom du club       | Niveau            | Classement final | Remarques |
| ------------------- | ------- | ----------------- | ----------------- | ---------------- | --------- |
| 1                   | 1976-77 | SK Oostnieuwkerke | Promotion série A | 16e/16           | Relégué!  |
| séries provinciales |         |                   |                   |                  |           |
| 2                   | 1991-92 | SK Oostnieuwkerke | Promotion série A | 11e/16           |           |
| 3                   | 1992-93 | SK Oostnieuwkerke | Promotion série A | 11e/16           |           |
| 4                   | 1993-94 | SK Oostnieuwkerke | Promotion série A | 11e/16           |           |
| 5                   | 1994-95 | SK Oostnieuwkerke | Promotion série A | 10e/16           |           |
| 6                   | 1995-96 | SK Oostnieuwkerke | Promotion série A | 10e/16           |           |
| 7                   | 1996-97 | SK Oostnieuwkerke | Promotion série A | 15e/16           | Relégué!  |
| séries provinciales |         |                   |                   |                  |           |
| 8                   | 2005-06 | SK Oostnieuwkerke | Promotion série A | 15e/17           | Relégué!  |
| séries provinciales |         |                   |                   |                  |           |